# Марцинкус, Пол
Пол Казимир Марцинкус (англ. Paul Casimir Marcinkus; Сисеро, Иллинойс, 15 января 1922 — Сан-Сити, Аризона, 20 февраля 2006) — гражданин США, католический епископ (1968—2006), президент Банка Ватикана (IOR) с 1971 по 1989 год.

## Биография
Пол Казимир Марцинкус родился в Сисеро (Иллинойс), сын литовского иммигранта из Российской империи Миколаса Марцинкуса, мойщика окон, и Хелен Ленартовиц. Учился в подготовительной семинарии имени Куигли в Чикаго, а затем — в университете Богоматери на Озере в Манделейне (Иллинойс). В 1947 году посвящён в сан священника. Некоторое время служил вторым священником в чикагском католическом приходе, в 1950 году уехал в Рим, где изучал каноническое право в Папском Григорианском университете. В период учёбы подрабатывал в Государственном секретариате Ватикана, позднее пришёл туда на постоянную работу, познакомившись с Джованни Баттиста Монтини, будущим папой римским Павлом VI. В 1955 году уехал в Боливию для работы секретарём апостольского нунция, в 1956 году переведён в Ватиканское представительство в Оттаве. В 1959 году вернулся в Государственный секретариат, в 1969 году стал секретарём Института религиозных дел (IOR), в 1971 — его президентом. С 26 сентября 1981 по 30 октября 1990 года возглавлял Папскую комиссию по делам государства-града Ватикан.
В 1982 году Марцинкус был скомпрометирован скандальным банкротством Banco Ambrosiano, крупнейшего частного банка Италии, с которым IOR имел тесные финансовые отношения. Президент Banco Ambrosiano Роберто Кальви спустя некоторое время после банкротства был найден повешенным в Лондоне. После этой смерти Марцинкус оказался главным действующим лицом скандала, уклоняясь от участия в расследовании на территории Ватикана и не ответив на вопросы следствия относительно причастности католической церкви к злоупотреблениям Banco Ambrosiano в размере 1 млрд долларов. Официально отрицая свою вину, Ватикан, в знак признания моральной ответственности, выплатил кредиторам Banco Ambrosiano 244 млн долларов. Итальянские власти выдали ордер на арест Марцинкуса по подозрению в причастности к преднамеренному банкротству, но Ватикан в качестве суверенного государства отказался от правового сотрудничества, и Верховный суд Италии с ним согласился. Марцинкус умер в Сан-Сити (Аризона) 20 февраля 2006 года.

## Журналистские расследования
Деятельность Пола Марцинкуса стала объектом нескольких журналистских расследований, в том числе Джанлуиджи Нуцци (отдельная глава в книге Vaticano S.p.A.), Джакомо Галеацци и Ферруччо Пинотти (отдельная глава в книге Wojtyla segreto).

## В культуре
- Марцинкус стал прототипом одного из героев фильма «Крёстный отец 3» архиепископа Гилдея, который руководит Банком Ватикана. Его роль сыграл актер Донал Донелли.